# 大衛瓊斯
大衛瓊斯（英語：David Jones Limited，上市名：David Jones，或稱：DJs），又譯爹核尊士、爹域專士，是一家澳大利亞高檔連鎖百貨商店，由威爾士人大衛·瓊斯創立於1838年，是澳大利亞最古老的百貨商店之一。公司總部位於墨爾本，在全澳大利亞有40家商店，於紐西蘭亦有1家。它於2014至2023年間是南非Woolworths的子公司，後來被澳洲Anchorage Capital Partners收購。

## 擴展閱讀
- O'Neill, Helen. . Sydney NSW: NewSouth Publishing. 2013. ISBN 978 174223 349 9.
- Reekie, Gail. . University of Sydney: Thesis (Ph.D.), 1989. 1987  [2015-05-22]. （原始内容存档于2020-08-01）.
- Valsamis, Paula. . University of New South Wales: Thesis (B.Arch.), 1985. 1985  [2015-05-22]. （原始内容存档于2020-08-01）.

## 外部連結
- 官方网站